# ماريا إلينا بوسكي
ماريا إلينا بوتشي (بالإيطالية: Maria Elena Boschi)‏ (النطق الإيطالي: ‎[maˈriːa ˈɛːlena ˈbɔski]‏; المولودة في 24 يناير 1981) هي سياسية ومحامية إيطالية وهي عضوة في الحزب الديمقراطي الإيطالي. منذ 22 فبراير 2014 إلى 12 ديسمبر 2016 عملت ماري وزيرة للإصلاحات الدستورية والعلاقة مع البرلمان خلال حكومة ماتيو رينزي. ومنذ 12 ديسمبر 2016 أصبحت أمينة مجلس وزراء إيطاليا في حكومة باولو جينتيلوني وهي أول سيدة تصل لهذا المنصب في تاريخ إيطاليا.

## النشأة
ولدت ماريا في إقليم توسكانا وعاشت في مقاطعة أريتسو التابعة لمدينة أريتسو في إيطاليا حيث عاشت عائلتها هناك لأجيال كثيرة، وهي الأخت الكبرى من 3 إخوة، «إمانويل» الذي يعمل محاسب و«بييرفرانشيسكو» الذي يعمل مهندس.

### التعليم
تلقت ماريا تعليم في الكنيسة الرومانية الكاثوليكية وكانت مشاركة نشيطة في الأنشطة الدينية، في 1997 شاركت في احتفالية اليوم الدولي للشباب في باريس، وفي 2002 شاركت في «اليوبيل العظيم» الخاص بالكنيسة الرومانية الكاثوليكية في روما.
تلقت ماريا تعليما تقليديا في مدرسة فرانشيسكو بتراركا الثانوية، واجتازت امتحان التخرج بعلامة 100/100، كما تخرجت أيضا من جامعة جامعة فلورنسا بعلامة 110/110 في دراستها للقانون. وأصبحت عضوة في لجنة الامتحانات للأقسام المقبلة، ثم أصبحت عضوة في شركة مسؤولة عن إدارة المياه في مقاطعة فلورنسا بأكملها، وذلك منذ العام 2009 إلى حدود 4 يونيو 2013 حيث انتخبت لعضوية مجلس النواب الإيطالي.

## الحياة السياسية

### البدايات
دخلت ماريا ميدان السياسية في 2008 عندما دخلت الانتخابات الأولية لمنصب محافظ فلورنسا كمتحدثة رسمية باسم ائتلاف المترشح ميشيل فينتورا الذي كان مقربا من ماسيمو داليما. حيث كان أصغر مرشح ومنافسا لماتيو رينزي الذي فاز بالمنصب.

### الحزب الديمقراطي
انضمت ماريا بعدها للحزب الديموقراطي الإيطالي، وكانت واحدة من المنسقين الثلاثة لحملة «ماتيو رينزي» للانتخابات التمهيدية لليسار الوسطي في 2012. وبعد الانتخابات الإطالية العامة 2013 انتخبت ماريا لعضوية مجلس النواب الإيطالي عن إقليم توسكانا بالإضافة إلى عضوية لجنة الشؤون الدستورية.

### مجلس النواب الإيطالي
في 11 ديسمبر 2016 طالب الرئيس سيرجيو ماتاريلا من رئيس وزرائه باولو جينتيلوني تشكيل حكومة جديدة. فكانت أبرز مرشحة لنيل منصب أمين مجلس الوزراء الإيطالي، حيث أصبحت أول سيدة تصل لهذا المنصب في التاريخ الإيطالي.